# بيل ليونز
بيل ليونز (بالإنجليزية: Bill Lyons)‏ هو لاعب كرة قاعدة أمريكي، ولد في 26 أبريل 1958 في ألتون في الولايات المتحدة.

## وصلات خارجية
- بيل ليونز على موقعبيزبول رفرنس.كوم (الدوري الرئيسي) (الإنجليزية)
- بيل ليونز على موقعبيزبول رفرنس.كوم (الدوري الثانوي) (الإنجليزية)